# Прапор Нового Міста (Самбірський район)
Прапор Нового Міста — офіційний символ села Нове Місто, Самбірського району Львівської області, затверджений 14 квітня 1999 року рішенням сесії Новоміської сільської ради.
Автор — А. Гречило.

## Опис
Квадратне полотнище, яке складається з двох рівновеликих вертикальних смуг, на червоному фоні від древка жовта коса, на жовтому з вільного краю — червона, обидві коси спрямовані додолу дзьобами та повернуті до себе лезами.

## Зміст
Поселення вживало давніше паралельну назву Нове Місто Библо і мало міські права та користувалося самоврядуванням на магдебурзькому праві. На печатках містечка з ХVІ ст. було зображення видозміни герба тодішніх власників Новоміських з косами. Цей символ збережено й подано в сучасній інтерпретації.